# La Faute à Voltaire
La Faute à Voltaire  és una pel·lícula dramàtica francesa del 2001 dirigida per Abdellatif Kechiche, protagonitzada per Sami Bouajila, Élodie Bouchez i Bruno Lochet. Va ser el primer llargmetratge de Kechiche i va ser guardonada amb el premi Luigi De Laurentiis a la millor primera pel·lícula a la 57a Mostra Internacional de Cinema de Venècia, guanyant set premis, en total, a diferents festivals de cinema.

## Argument
Com el Càndid de Voltaire a la seva novel·la homònima, Jallel, un jove nord-africà, que somia amb millors perspectives, immigra il·legalment a França. Al principi lluita perquè no troba feina i li costa fer amics. Però aviat arriba a vendre fruites a la clandestinitat, encara que de manera il·legal. També fa nous amics i després s'enamora. Però els seus somnis d'èxit romanen sense fer-se realitat mentre arriba a descobrir i compartir la solidaritat dels altres marginats que van d'una trobada a l'altra, fent camí per París, des d'albergs fins a societats d'ajuda als immigrants i grups de benestar social, vivint entre els exclosos i els indigents.

## Repartiment
- Élodie Bouchez : Lucie
- Sami Bouajila : Jallel
- Aure Atika : Nassera
- Bruno Lochet : Franck
- Mustapha Adouani : Mostfa
- Carole Franck : Barbara
- Virginie Darmon : Leila
- Olivier Loustau : Antonio
- François Genty : Paul
- Sami Zitouni : Nono
- Jean-Michel Fête : Philippe
- Manuel Le Lièvre : André

## Recepció crítica
| «                    | "Si estem disposats a considerar que La Faute à Voltaire no deixa de ser una primera obra (que tendim a oblidar fàcilment perquè està tan realitzada...), El conjunt és portat per una alegria tossuda, un rebuig de la més mínima foscor fàcil, que li permet oblidar aquests defectes menuts | » |
| — Les Inrockuptibles | |   |

| «                            | Tot i que indicava que la seva opinió dividia la redacció en el moment de la seva estrena, Louis Guichard va jutjar que la pel·lícula s'esgota i es desfà al cap d'una hora i mitja (dura 2h10), en necessitat de direcció i ritme (...) Apareix l'inconvenient del seu estil: la durada de les escenes és més qüestionable, les vacil·lacions de la direcció, menys feliç. | » |
| — Louis Guichard a Télérama. | |   |

| «              | "la pel·lícula representa efectivament els destins convergents d'estrangers il·legals, descendents d'immigrants i marginals socials que els van portar a formar un comunitat”. | » |
| — Alexis Nouss | |   |

| «                                  | "Amb les excel·lents actuacions de Sami Bouajila (Bye Bye), Aure Atika i Elodie Bouchez (La vida somiada dels àngels), La Faute à Voltaire ofereix un retrat emotiu i tendre de la vida als marges". | » |
| — Ressenya de Cinema of the World. | |   |

## Reconeixements
Festival Premiers Plans d'Angers 2001
- Premi Especial Europeu del Jurat
- Premi Jean Carmet al conjunt d'actors.

Festival de Cinema Mediterrani de Colònia-2001
- Millor actriu per Élodie Bouchez

Festival Internacional de Cinema Francòfon de Namur-2000
- Premi especial del jurat
- Premi Emile Cantillon del Jurat Jove
- nominada al Bayard d’Or a la Millor pel·lícula (Millor pel·lícula de parla francesa)

Festival de Cinema de Venècia-2000
- Premi Cinema per la Pau
- Premi Luigi De Laurentiis